# Plaza Independencia (Mendoza)

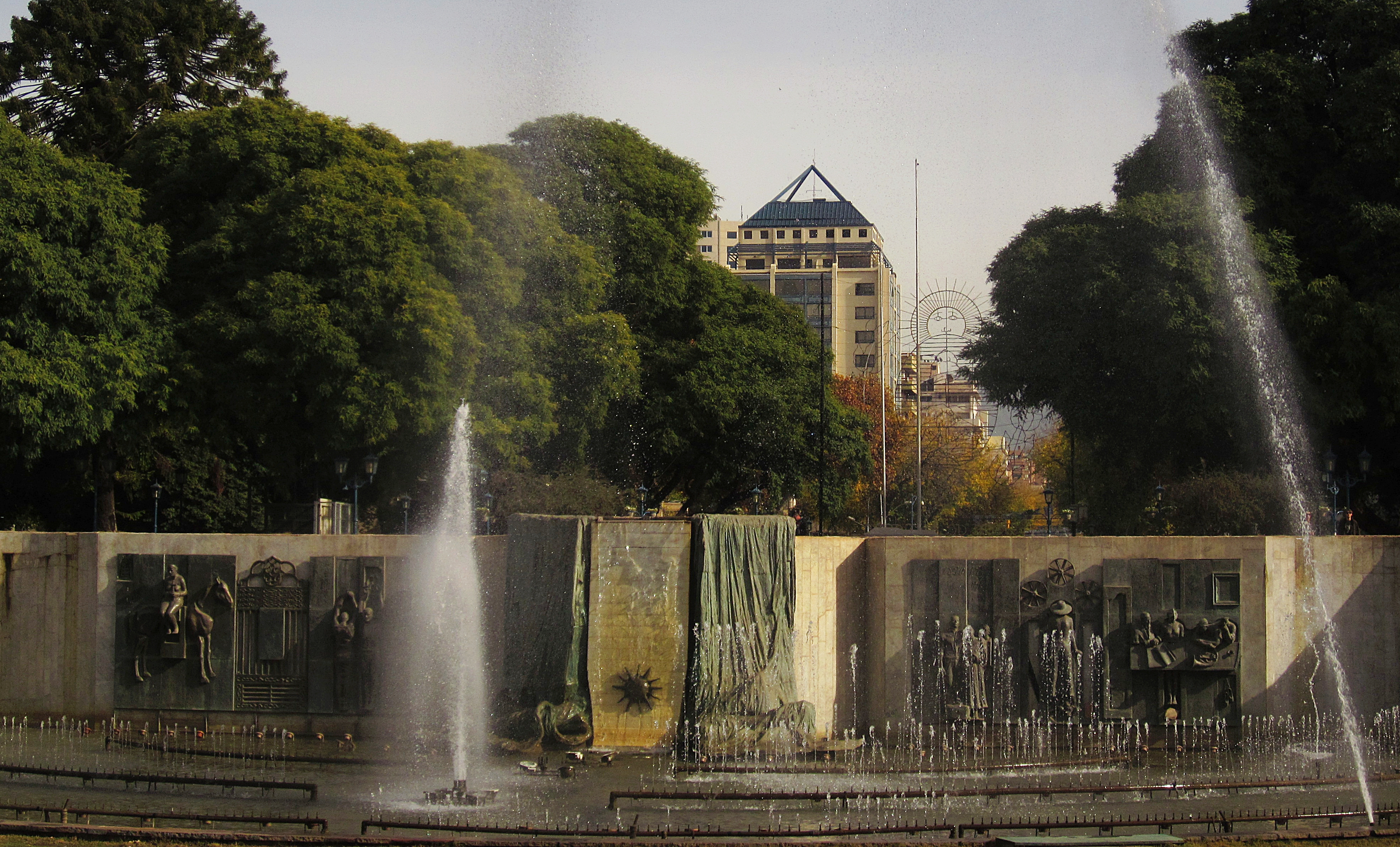
Vista panorámica de la fuente y del friso «La Libertad, esa gesta anónima», elaborado bajo la dirección de Eliana Molinelli.

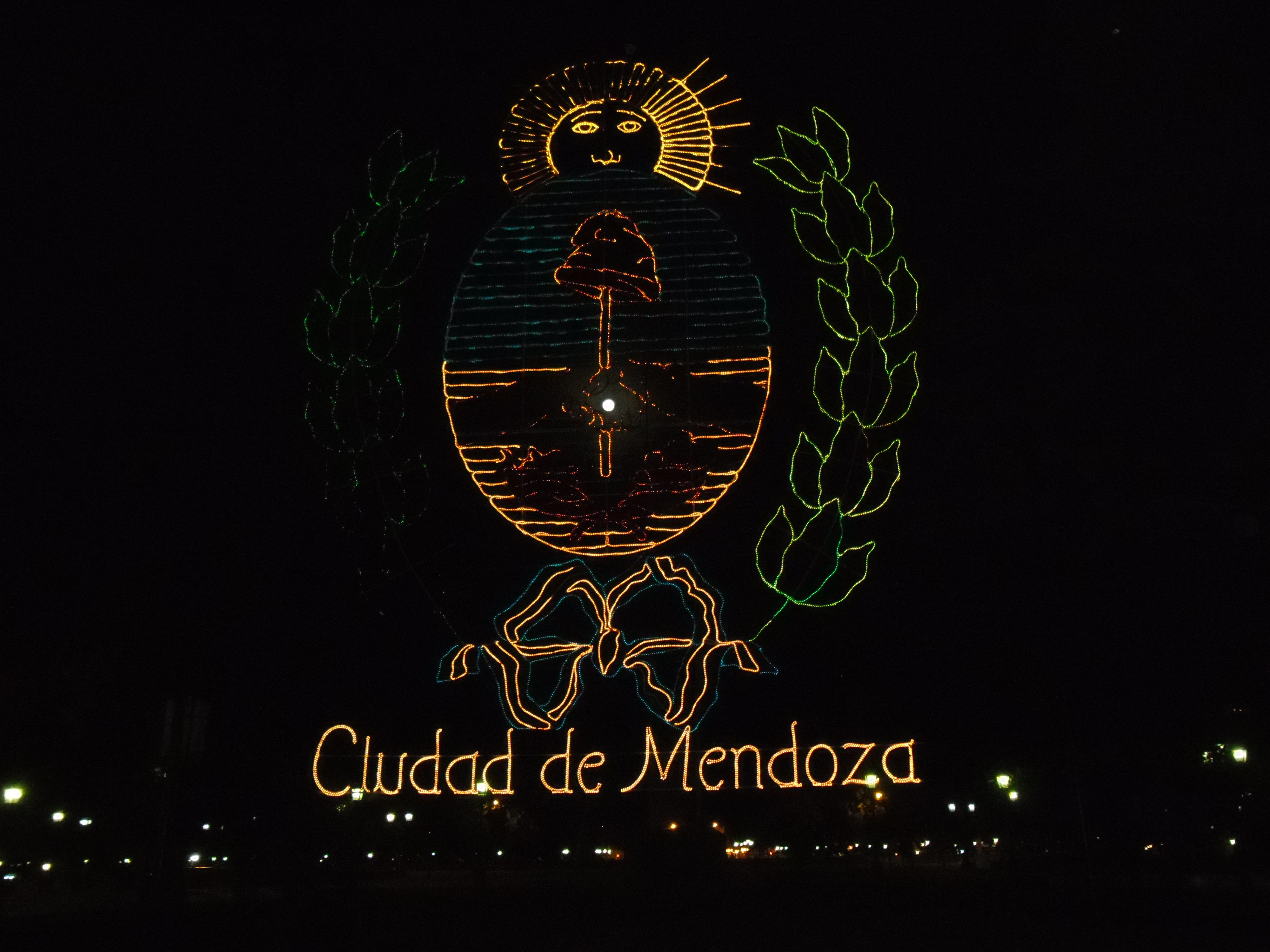
Escudo de Mendoza en la Plaza Independencia de noche.

La Plaza Independencia es un espacio urbano, ubicado en la Ciudad de Mendoza, Argentina. Fue inaugurada en 1863. Está ubicada en el centro de la ciudad entre las calles Patricias Mendocinas, Chile, General Espejo y Rivadavia.

## Historia
Luego del terremoto que devastó la antigua ciudad de Mendoza en 1861, la subsiguiente reconstrucción de la misma a cargo del Ingeniero Julio Balloffet, tomó como prioridad crear espacios que sirvieran de resguardo ante nuevos sismos. Así con la nueva traza en damero incluyó la creación de cinco nuevas plazas (una central y las otras equidistantes). De esta forma surgió la actual Plaza Independencia.
En sus primeros años la plaza se la conocía con el nombre de Parque, y su diseño presentaba una balaustrada y un lago artificial que era la mayor atracción del lugar, contaba con una calesita tirada a caballos para los chicos.
En 1911 se construyó sobre la calle Chile el edificio del Colegio Nacional Agustín Álvarez, luego en 1922 se inauguró el Plaza Hotel y en 1925 el Teatro Independencia, ambos sobre esta misma arteria. Sobre la esquina de Patricias Mendocinas y Sarmiento se encuentra el edificio de la Legislatura Provincial de Mendoza, que data de 1889.
A comienzo de la década de 1940, se comienzan trabajos de remodelación. En el año 1968, es inaugurado en el subsuelo de la plaza el miniteatro municipal, durante la primera gestión del intendente Víctor Fayad; se comunicó la plaza con el Paseo Peatonal Sarmiento y es inaugurado el Museo Municipal de Arte Moderno y es remodelado el Teatro Julio Quintanilla. Luego durante la intendencia de Roberto Iglesias, fue remodelada íntegramente adquiriendo su actual fisonomía.

## Características
La plaza cuenta con una extensión de más de 55.000 metros cuadrados, una fuente de aguas danzantes con el friso «La Libertad, esa gesta anónima». Durante los fines de semana, se organiza una feria artesanos que venden sus productos, con puestos en algunas de sus calles laterales. Además son comunes los espectáculos callejeros, por lo que la plaza es muy visitada.

### Friso
En la década de 1940 se había proyectado realizar un friso en piedra travertina blanca. Inicialmente el trabajo iba a estar a cargo de Lorenzo Domínguez, pero hubo varias irregularidades en el proceso y finalmente la planificación de la obra nunca se llevó a cabo. En 1994, con motivo de los trabajos de renovación de la plaza, se abrió un concurso nacional público para encargar la elaboración del friso. El concurso lo ganó Eliana Molinelli.
El friso «La Libertad, esa gesta anónima», fue elaborado por Eliana Molinelli, Eneida Rosso y Laura Valdivieso. Eliana Molinelli fue la directora del proyecto. Las mujeres trabajaron durante seis meses y el friso quedó finalmente inaugurado el 25 de mayo de 1995. El friso está compuesto por tres partes y muestra diferentes representaciones de la libertad de izquierda a derecha, con unas planchas de hierro fundido en el medio que representan la caída de una bandera en el agua. 

### Aguas Danzantes
La Ciudad de Mendoza tiene una de las fuentes de agua más atractivas en su corazón. La plaza Independencia luce diariamente este espejo artificial que refleja el rol fundamental que cumple un recurso tan indispensable e importante para los mendocinos como lo es el agua.
Pero no se trata de una fuente habitual y común. Es que, desde el 9 de julio de 2021, este sitio de los mendocinos se ha transformado en una propuesta única para ser contemplada y disfrutada por propios y extraños.

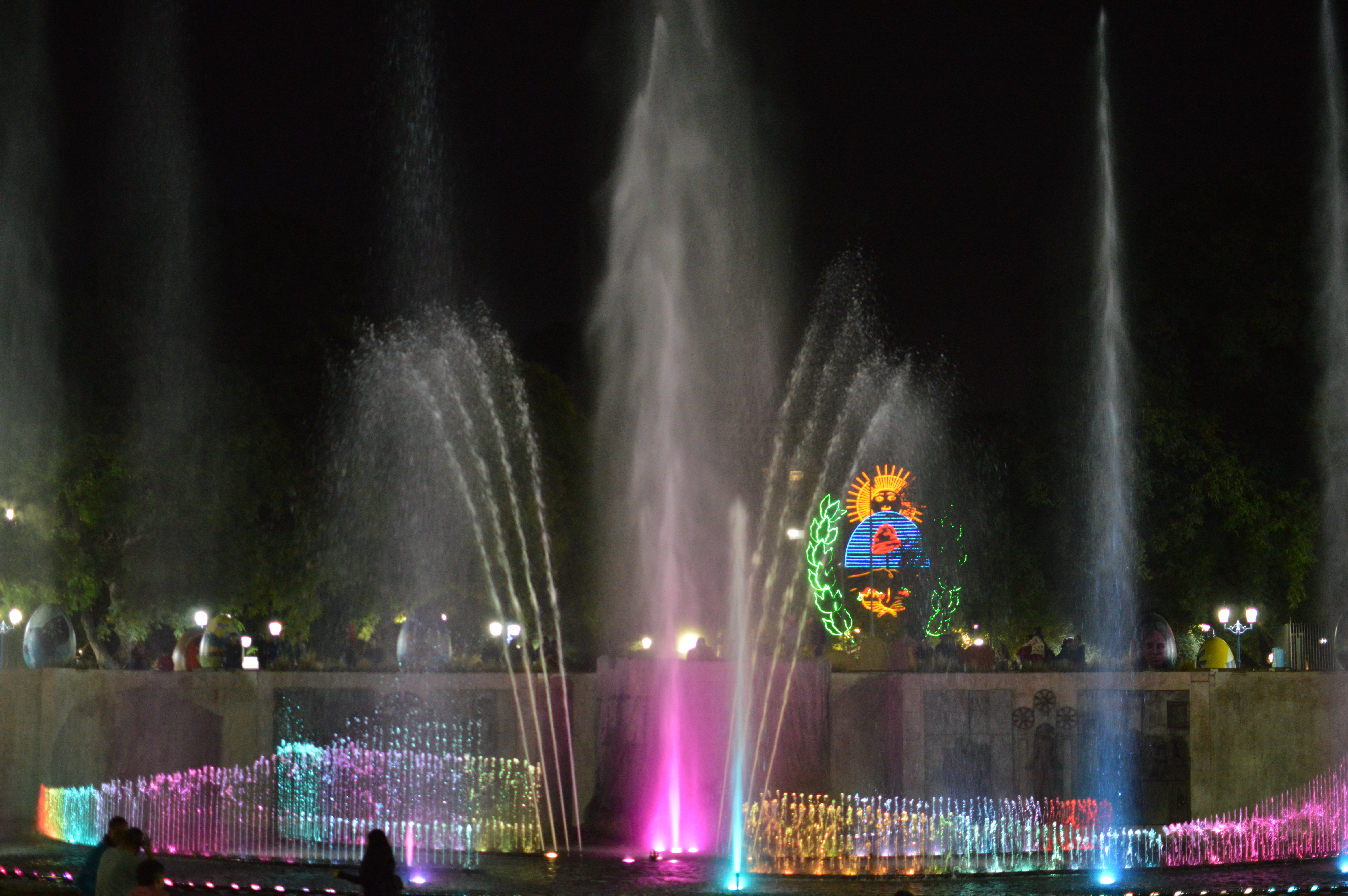
La fuente de aguas danzantes de la Plaza por la noche.

Sus famosas aguas danzantes junto a un juego perfecto de luces y sonido capta la mirada y obnubila a quienes tienen la fortuna de encontrarse transitando por los caminos de la plaza Independencia y por aquellos quienes, conocedores de su magia, asisten para presenciar sus números.
Majestuosa y atrapante, esta fuente y su destacado recurso suele ser testigo de celebraciones y festejos. Asimismo, por su cautivante presentación, posee fechas especiales para ser disfrutada por el público, las mismas son actualizadas en Google Maps.
En cuanto a características técnicas, el sistema de aguas danzantes de Mendoza cuenta con más de 900 toberas con diferentes alturas y efectos de agua, iluminado por más de 350 ledes RGB y con un sistema de sonido envolvente que se disfruta, en su totalidad, descendiendo hacia la herradura de la fuente.